# カラマゾフの兄弟 (1921年の映画)
『カラマゾフの兄弟』（カラマゾフのきょうだい、Die Brüder Karamasoff）は、ドストエフスキーの同名小説を映画化した1921年のドイツの映画。『カラマーゾフ兄弟』との表記もある。

## キャスト
- フョードル - フリッツ・コルトナー
- イヴァン - ベルンハルト・ゲッケ
- ディミトリ - エミール・ヤニングス
- アレクセイ - ヘルマン・ティミッヒ
- セルジャコフ（スメルジャコフ） - ヴェルナー・クラウス
- グレゴリ - ヒューゴ・フレーリッヒ
- グルシェンカ - アリナ・グリフィチ＝ミエレヴスカ
- カタリナ - ハンナ・ラルフ

## エピソード
カラマーゾフ兄弟の父を演じたフリッツ・コルトナーは同原作の1931年の映画化作品において長男ディミトリを演じている。